# 일본의 축구 리그 시스템
일본 축구 리그 시스템은 J1리그와 J2리그 그리고 2014년에 출범한 J3리그가 프로축구로 구성되어 있다. J3리그의 하위 리그로 세미프로 축구 리그인 일본 축구 리그(JFL)가 있고 J3리그와 승강제는 이루어지지 않는다. JFL 하위로는 9개의 지역 리그가 있다. 지역 리그에서 JFL로 승격하는 팀은 매년 2팀이다.

## 구조
| 등급 | 리그 |
| ---- | --- |
| I    | J1리그 20 클럽 ↓ 3개 클럽 강등                                                                                   |
| II   | J2리그 20 클럽 ↑ 2개 클럽 승격 + 1개 클럽 승격 플레이오프(4개 클럽 플레이오프) ↓ 3개 클럽 강등                   |
| III  | J3리그 20개 클럽 ↑ 2개 클럽 승격 + 1개 클럽 승격 플레이오프(4개 클럽 플레이오프) ↓ 0–2개 클럽 강등               |
| IV   | 일본 풋볼 리그 (JFL) 16 클럽 ↑ 0–2 개 클럽 승격 ↓ 0–2개 클럽 강등                                                |
| V/VI | 9개 지역 리그 137 클럽 (2022 시즌 기준) ↑ 2개 클럽 승격 ↓ 1개 클럽 강등 + 1개 클럽 강등 플레이오프(각 지역 리그) |
| VII+ | 47개 지역 리그 & 5 블록 리그(홋카이도) 많은 클럽 ↑ 1개 클럽 승격 + 1개 클럽 플레이오프(각 지역 리그)             |

## 같이 보기
- 일본의 스포츠
- 일본 축구 협회
- J리그
- 일본 풋볼 리그
- 일본 지역 리그
- 슈퍼컵 (일본)
- 천황배 JFA 전일본 축구선수권대회
- J리그컵